# Real Sociedad B
Pour la section hockey sur glace, voir Real Sociedad (hockey sur glace).
Maillots
Actualités
La Real Sociedad B (en espagnol, Real Sociedad de Fútbol B) est une équipe de football fondée en 1951 et basée à Saint-Sébastien. Il s'agit de l'équipe réserve de la Real Sociedad. La Real Sociedad B évolue actuellement en LaLiga Hypermotion.

## Histoire
L'équipe évolue pendant deux saisons en Segunda División, de 1960 à 1962. Il se classe neuvième puis cinquième du championnat.
L'équipe est entraînée par Xabi Alonso lors de la saison 2019-2020 en Segunda División B.
Sous la direction de Xabi Alonso, l'équipe parvient à monter en deuxième division espagnole à l'issue de la saison 2020-2021.

## Palmarès
- Tercera División : 
  - Vainqueur : 1960, 1980, 1999, 2000 et 2010